# Kila mokraćovoda bešike žene
Kila mokraćovoda bešike žene, prolaps uretre ili ureterokela žene je potpuna protruzija uretralne sluzokože izvan orificijuma uretre. To je retko stanje koje se najčešće javlja kod predpubertetskih djevojaka i žena u postmenopauzi.
Vaginalno krvarenje je najčešći simptom uretralnog prolapsa. Nakon pregleda, uočava se okrugla, često ispupčana sluznica u obliku krofne koja zaklanja otvor uretre.
Budući da je uretralni prolaps redak poremećaj, stopa pogrešne dijagnoze je visoka, jer često lekar ne posumnja na nju, već na tumoroznu promena (npr. rabdomiosarkom). Zato rano prepoznavanje uretralnog prolapsa sprečava nepotrebnu anksioznost kod pacijentkinje zbog nejasne dijagnoze.
Lečenje prolapsa uretre kreće se od konzervativne medicinske terapije koja se sastoji od primene topičkih estrogena, pa sve do konzervativne hirurške ekscizije (kada konzervativna medicinska terapija ne uspe).

## Relevantna anatomija uretre
Odrasla ženska uretra je približno duga 4 cm i proteže se od vrata mokraćne bešike do orificijuma. Sluzokoža ženske uretre obložena je prelaznim epitelim ćelija koji se postepeno prelaze u nekeratinizirajući skvamozni epitel od vrata mokraćne bešike do spoljašnjeg uretralnog vrha. Male periuretralne sekretorne žlezde povezuju zid uretre da bi se omogućilo podmazivanje sluznice uretre. Ove periuretralne žezde konvergiraju u distalnoj uretri kao Skene žlezde i prazne se krozdva mala kanala na obe strane spoljašnjeg ororificijuma.  
Submukoza ženske uretre sastoji se od bogate vaskularne mreže spužvastog tkiva. Ona hrani uretralni epitel i donju mukoznu žlezdu. I sluzokoža i submukoza su odgovorni za obezbeđivanje dela ženskog mehanizma kontinencij.
Epitel mukoze i submukozni vaskularni pleksus su veoma osetljivi na estrogen. Gubitak estrogena u menopauzi može dovesti do atrofije i gubitka mukoznog sloja, koji štiti od urinarne inkontinencije. 
Ženska uretra sadrži dva sloja glatkih mišića: unutrašnji uzdužni sloj i spoljni kružno-kosi sloj. Unutrašnji uzdužni sloj glatkih mišića je deblji i nastavlja se od vrata mokraćne bešike do spoljašnjeg orificijuma. Spoljni kružno-kosi sloj glatkog mišića oblaže uzdužna vlakna po celoj dužini uretre. Obično se ova dva sloja spajaju jedan s drugim pomoću jakog vezivnog tkiva. Slabljenje ili odvajanje ova dva sloja dovodi do potpunog uretralnog prolapsa.
U ženskoj uretri se nalazi mala simpatička inervacija, dok se parasimpatička holinergička vlakna nalaze u vlaknima glatkih mišića. Aktivacija parasimpatičnih vlakana uzrokuje da se unutrašnji uzdužni glatki mišić uretre sinhronizira sa detruzorom. Kontrakcija uzdužnih vlakana se skraćuje i širi uretru kako bi se omogućilo normalno mokrenje.

## Epidemiologija
Ovo je neuobičajeno stanje koje se posebno pogađa predpubertetske devojke crne i latinoameričke (hispano) rase, ali i žene u postmenopauzi.
Uočena je nešto veća učestalost ovog poremećaja kod dece iz nižih socioekonomskih slojeva.

## Etiopatogeneza
Smatra se da je ovo stanje najčešće nastaje kao posledica loših veza (ligamenata) između uzdužnih i kružnih, kosih, glatkih mišićnih slojeva i sluzokože uretre kod osoba sa ponavljajućim epizodama povišenog intraabdominalnog pritiska. 
U druge etiološke faktore koji doprinose pijavi kile mokraćovoda bešike žene spadaju:
- trauma,
- neuhranjenost,
- urinarne i vaginalne infekcije
- redundancija sluzokože uretre.[6]

## Dijagnoza
Dijagnoza kile mokraćovoda bešike žene se vrši tako što kliničkim pregledom treba otkriti postojanje centralnog otvora unutar prolabiranog tkiva, koji treba da prtipada uretri.
Kod dece dijagnoza se postavlja, posmatranjem toka pražnjenja bešike ili kateterizacijom centralnog otvora.
Kod odraslih, uretralna kateterizacija ili cistouretroskopijatreba da potvrdi postojanje uretralnog otvora unutar prolabiranog tkiva. Odsustvo uretralnog otvora u centru prolabirane mukoze isključuje dijagnozu prolapsa uretre.

## Terapija
Optimalan tretman za žene u postmenopauzi sa simptomima kile mokraćovoda bešike žene ili kod strangulacionog uretralnog prolapsa je dugorotrajna primeni vaginalnih estrogena, ili jednostavna eksciziji koja je praćene kratkim periodom kateterizacije uretre. 
Dugotrajno lečenje nakon jednostavne hirurške ekscizije bi se dalje nastavilo vaginalnim kremama na bazi estrogena.
Osim toga, bitan faktor u terapiji jei kontrola predisponirajućih faktora, kao što je konstipacija ili disfunkcionalno pražnjenje (koje uzrokuje naprezanje).
Kontraindikacije
Kod pacijentkoinja koje su preživjele rak dojke, upotreba estrogenske vaginalne kreme je kontraindikovana. U takvim slučajevima neophodno je konzilijarna odluka onkologa i urologa za oblik lečenja. 
Bolesnici kod kojih je operacija kontraindicirana uključuju žene i decu sa minimalnim simptomima koji su prvi put doživliji uretralni prolaps i one kod kojih je kontraindikovana lokalna, regionalna ili opšta anestezija.

## Prognoza
Prognoza za pacijente sa kilom mokraćovoda bešike žene je odlična, kada se tretira na odgovarajući način. Kod dece, eliminacija faktora rizika, kao što je konstipacija i disfunkcionalno pražnjenje (koje uzrokuju naprezanje u trbuhu), može pomoći u eliminaciji recidiva. 
Kod odraslih osoba u postmenopauzi, blagi slučajevi često dobro reaguju na topikalnu hormonsku terapiju. Veći ili hitniji slučajevi koji opravdavaju hiruršku eksciziju uglavnom se dobro oporavljaju nakon post-proceduralne kateterizacije u kratkom periodu; nakon toga, ovi pacijenti mogu dugo ostati bez recidiva sa topikalnom hormonskom terapijom estrogenom.

## Literatura
- Kleinjan, J. H.; Vos, P. (април 1996). „Strangulated urethral prolapse”. Urology. 47 (4): 599—601. PMID 8638378. doi:10.1016/S0090-4295(99)80505-6.
- Harris, R. L.; Cundiff, G. W.; Coates, K. W.; Addison, W. A.; Bump, R. C. (март 1998). „Urethral prolapse after collagen injection”. Urethral Prolapse After Collagen Injection. American Journal of Obstetrics & Gynecology. 178 (3): 614—5. PMID 9539537. doi:10.1016/s0002-9378(98)70450-8.
- Surabhi, V. R.; Menias, C. O.; George, V.; Siegel, C. L.; Prasad, S. R. (новембар 2013). „Magnetic resonance imaging of female urethral and periurethral disorders”. Radiol Clin North Am. 51 (6): 941—53. PMID 24210437. doi:10.1016/j.rcl.2013.07.001.
- Anveden-Hertzberg, L.; Gauderer, M. W.; Elder, J. S. (август 1995). „Urethral prolapse: An often misdiagnosed cause of urogenital bleeding in girls”. Pediatric Emergency Care. 11 (4): 212—4. PMID 8532563. S2CID 36353805. doi:10.1097/00006565-199508000-00004.
- Lai, H. H.; Hurtado, E. A.; Appell, R. A. (септембар 2008). „Large urethral prolapse formation after calcium hydroxylapatite (Coaptite) injection”. Int Urogynecol J Pelvic Floor Dysfunct. 19 (9): 1315—7. PMID 18414766. S2CID 37303383. doi:10.1007/s00192-008-0604-0.
- Sen, I.; Onaran, M.; Tokgoz, H.; Tan, M. O.; Biri, H.; Bozkirli, I. (април 2006). „Prolapse of a simple ureterocele presenting as a vulval mass in a woman”. International Journal of Urology. 13 (4): 447—8. PMID 16734870. S2CID 39826727. doi:10.1111/j.1442-2042.2006.01336.x.
- Thosaka, A.; Yamazaki, A.; Hirokawa, M.; Matusita, K.; Asakura, S. (новембар 1988). „Two cases of urethral leiomyoma”. Hinyokika Kiyo. 34 (11): 2041—6. PMID 3071948.
- Redman, J. F. (мај 1982). „Conservative management of urethral prolapse in female children”. Urology. 19 (5): 505—6. PMID 7080324. doi:10.1016/0090-4295(82)90607-0.
- Wright, M. (1987-10-17). „Urethral prolapse in children--alternative management”. S Afr Med J. 72 (8): 551—2. PMID 3672273.
- Jerkins, Gerald R.; Verheeck, Kenneth; Noe, H. Norman (октобар 1984). „Treatment of Girls with Urethral Prolapse”. Journal of Urology. 132 (4): 732—3. PMID 6540815. doi:10.1016/S0022-5347(17)49845-4.
- Holbrook C, Misra D. Surgical management of urethral prolapse in girls: 13 years' experience. BJU Int. 2011 Nov 11.
- Wei Y, Wu SD, Lin T, He DW, Li XL, Wei GH (септембар 2017). „Diagnosis and treatment of urethral prolapse in children: 16 years' experience with 89 Chinese girls”. Arab Journal of Urology. 15 (3): 248—253. PMC 5651941 . PMID 29071160. doi:10.1016/j.aju.2017.03.004.
- Haverkorn, Rashel M.; Williams, B. Jill; Kubricht, William S.; Gomelsky, Alex (март 2011). „Is obesity a risk factor for failure and complications after surgery for incontinence and prolapse in women?”. Journal of Urology. 185 (3): 987—92. PMID 21247603. doi:10.1016/j.juro.2010.10.064.
- Knepfler T, Valero E, Triki E, Chilintseva N, Koensgen S, Rohr S (април 2016). „Bariatric surgery improves female pelvic floor disorders”. J Visc Surg. 153 (2): 95—9. PMID 26678846. doi:10.1016/j.jviscsurg.2015.11.011.
- Lowe, F. C.; Hill, G. S.; Jeffs, R. D.; Brendler, C. B. (јануар 1986). „Urethral prolapse in children: Insights into etiology and management”. Journal of Urology. 135 (1): 100—3. PMID 3941438. doi:10.1016/S0022-5347(17)45530-3.
- Desai, S. R.; Cohen, R. C. (септембар 1997). „Urethral prolapse in a premenarchal girl: Case report and literature review”. Aust N Z J Surg. 67 (9): 660—2. PMID 9322707. doi:10.1111/j.1445-2197.1997.tb04618.x.
- Falandry, L. (јун 1996). „Urethral prolapse in young black girls. Report of 12 cases”. Prog Urol. 6 (3): 392—7. PMID 8763694.
- Fletcher, S. G.; Lemack, G. E. (септембар 2008). „Benign masses of the female periurethral tissues and anterior vaginal wall”. Curr Urol Rep. 9 (5): 389—96. PMID 18702923. S2CID 6784197. doi:10.1007/s11934-008-0067-3.
- Goh, J. T.; Krause, H. G. (новембар 1998). „Postpartum urethral prolapse”. Aust N Z J Obstet Gynaecol. 38 (4): 477—8. PMID 9890241. S2CID 574480. doi:10.1111/j.1479-828X.1998.tb03119.x.
- Kisanga, R. E.; Aboud, M. M. (јануар 1996). „Urethral mucosa prolapse in young girls”. Cent Afr J Med. 42 (1): 31—3. PMID 8868384.

## Spoljašnje veze
- Urethral Prolapse, Na: emedicine.medscape.com

|  | Molimo Vas, obratite pažnju na važno upozorenje u vezi sa temama iz oblasti medicine (zdravlja). |